# Résurrection (christianisme)
Pour les articles homonymes, voir Résurrection (homonymie).

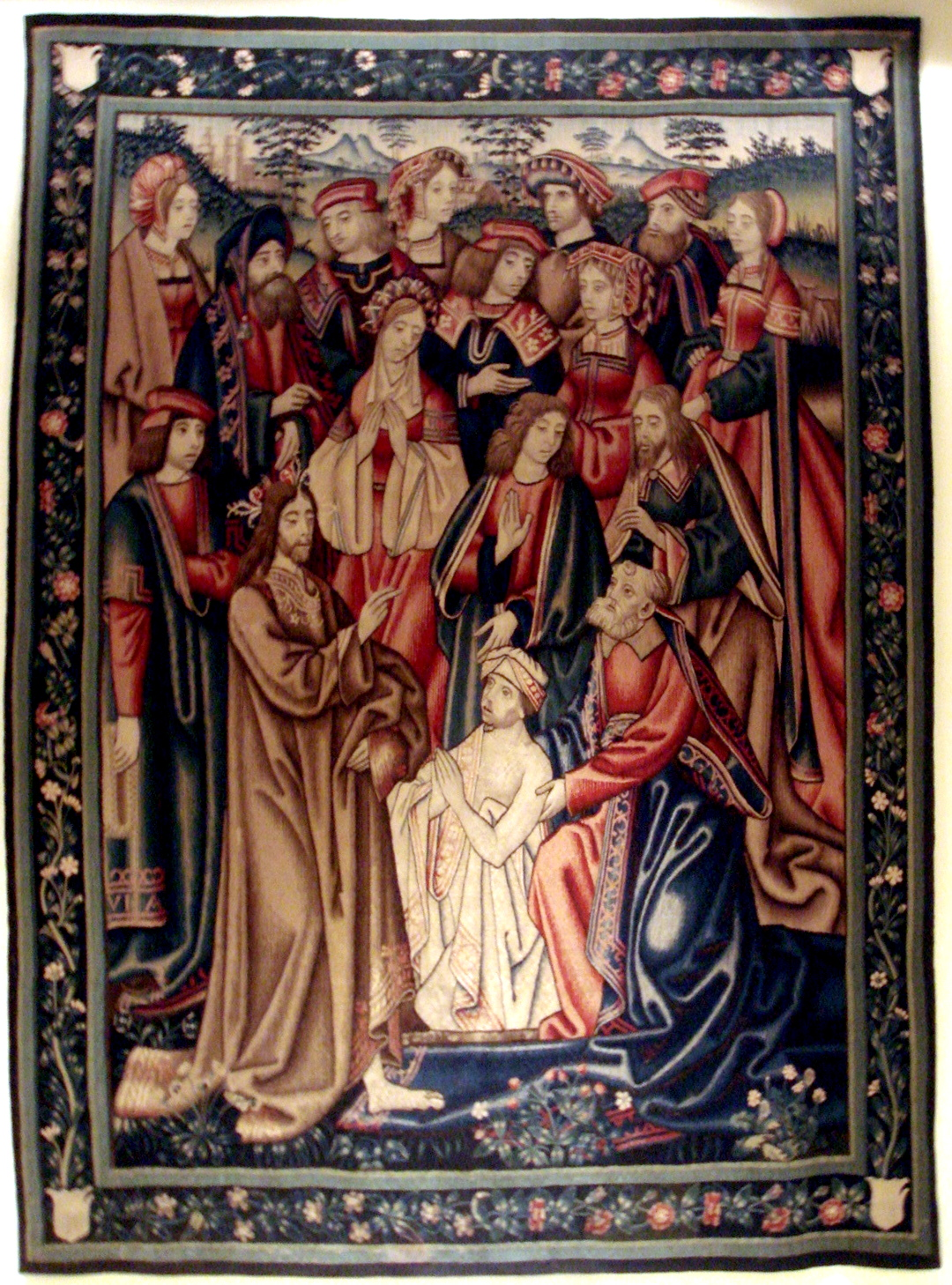
Résurrection de Lazare, tapisserie flamande (v. 1520), château des Sforza, Milan.

La résurrection est, dans la religion chrétienne, le passage physique de la mort à la vie. Elle concerne principalement Jésus-Christ, mort au cours de sa Crucifixion, mais revenu à la vie « le troisième jour, selon les Écritures » (1Co 15,4), c'est-à-dire le matin de Pâques. L'exégèse historico-critique s'efforce de retracer le débat qui oppose pharisiens et sadducéens sur la croyance en la résurrection à l'époque de Jésus de Nazareth, et souligne l'importance de ces discussions dans la formation du christianisme.
Dans le Nouveau Testament, deux résurrections sont notées après la résurrection de Jésus. Trois résurrections la précèdent, opérées par Jésus lui-même, dont celle de son ami Lazare (Jn 11,1-44). Considérés comme des miracles qui obéissent à la volonté de Dieu, ces épisodes ne semblent toutefois pas constituer une « préfiguration » de la résurrection christique. Celle-ci, en effet, est d'une nature différente sur le plan théologique.
L'eschatologie chrétienne attend la résurrection de tous les morts à la fin des temps, en lien avec la parousie du Christ et le jugement dernier.

## Étymologie
Le mot résurrection vient du latin resurgere qui signifie se relever, se lever une nouvelle fois.

## À l'époque de Jésus
Le judaïsme du temps de Jésus de Nazareth est l'héritier de croyances qui le précèdent. L'idée d'une résurrection du corps par recréation de la chair se retrouve dans 2 Maccabées. La résurrection des morts apparaît aussi dans les livres d'Enoch et dans l'Apocalypse de Baruch. L'Ancien Testament relate explicitement trois cas explicites de résurrections de personnes : un jeune garcon, ressuscité sur la prière du prophète Élie (1 Rois 17, 17-24) ; le fils de la femme sunamite, sur la prière du prophète Élisée (2 Rois 4, 32–37) ; un mort qui entre en contact avec les os du même prophète est ressuscité (2 Rois 13, 21).
Selon les Actes des Apôtres, les sadducéens contemporains de Jésus ne croyaient pas à une vie après la mort. Les Pharisiens croyaient en la résurrection ; n'est pas précisé si cela se réfère à la chair ou non. Selon Flavius Josèphe, pharisien lui-même, les pharisiens soutenaient que seule l'âme était immortelle et que les âmes des bonnes gens se réincarneraient et « passeraient dans d'autres corps », tandis que « les âmes des méchants subiront une punition éternelle ». Selon Paul, également pharisien, mais déjà chrétien, à la résurrection, ce qui est « semé comme un corps naturel est élevé comme un corps spirituel ». Les deux grands courants du judaïsme de l'époque de Jésus se trouvaient en désaccord sur le sujet, comme le laisse comprendre l'Évangile selon Matthieu : « Ce même jour, des sadducéens vinrent le trouver. Ils prétendent que les morts ne ressuscitent pas ».

## Christianisme primitif

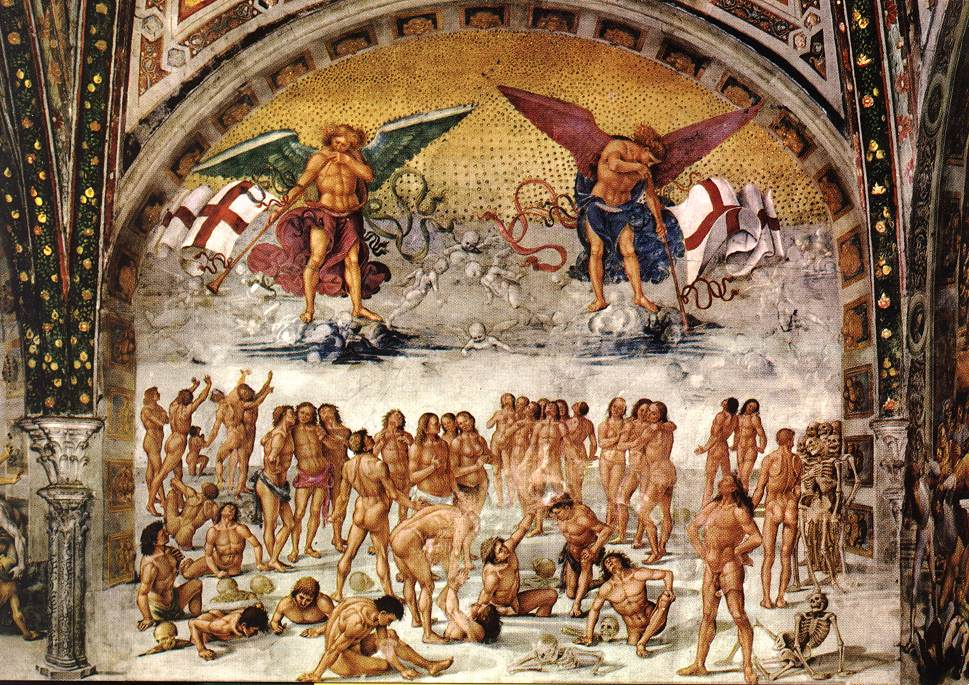
Résurrection de la chair (vers 1500) par Luca Signorelli, d'après 1 Corinthiens 15:52 : La trompette sonnera, et les morts ressusciteront incorruptibles et nous serons changés. Chapelle de San Brizio, Duomo, Orvieto.

L'Évangile selon Matthieu introduit l'expression de la résurrection des morts (en grec ἀναστάσις τῶν νεκρῶν / anastásis tȭn nekrȭn, Mt, 22:31). Il évoque la résurrection de toute l'humanité, à la fin de l'âge actuel la résurrection générale ou universelle.
Dans les autres évangiles, la résurrection est présentée avec un accent sur la résurrection de la chair : les femmes embrassent les pieds de Jésus ressuscité dans Matthieu ; Jésus ressuscité en Luc insiste qu'il est « de chair et d'os » et pas seulement esprit ; dans l'évangile de Jean, Jésus ressuscité encourage les disciples à toucher ses blessures .
Dans les Actes des Apôtres, l'expression ἀναστάσις τῶν νεκρῶν / anastásis tȭn nekrȭn est utilisée par les apôtres et Paul de Tarse pour défendre la doctrine de la résurrection, en référence à une résurrection générale (Actes 24,21) à la fin de cet âge actuel (Actes 23,6 ; 24,15). La question du relèvement des morts, grâce à la résurrection de Jésus, devient un enjeu central de prédication auprès des Juifs (telle la prédication de Pierre, Actes, 2,14-36). Des thèmes comme la vie éternelle, le salut ou le Royaume des cieux sont, semble-t-il, incompréhensibles sans que soit considéré le relèvement des morts tel que conçu par le christianisme. Hormis l'emphase sur la résurrection dans le « ministère » de Jésus (plusieurs résurrections lui sont attribuées : la fille de Jaïre, le fils d'une veuve éplorée, et l'ami de Jésus, Lazare), le compte-rendu des tout débuts de l'Église qu'offrent les Actes témoigne de l'intérêt de la question du relèvement des morts.
L'Évangile selon Matthieu, selon l'exégèse biblique, témoigne encore du débat sur la résurrection posée dans la communauté juive de Palestine et d'Asie Mineure, tout comme les Épîtres de Paul et le livre des Actes des Apôtres[réf. souhaitée].

## Théologie de la résurrection

### Credo
Dans le Credo de Nicée-Constantinople, commun à la majorité des confessions chrétiennes, est affirmé : « J'attends la résurrection des morts, et la vie du monde à venir ».

### Théologie catholique
Selon Thomas d'Aquin, dans sa Somme théologique, les êtres spirituels, ressuscités dans des corps glorifiés, auront les qualités de l'impassibilité (immunité contre la mort et la douleur), de la subtilité (absence de contrainte due à la matière), de l'agilité (la capacité de se déplacer dans l'espace et le temps à la vitesse de la pensée) et de la clarté (beauté resplendissante de l'esprit manifesté dans le corps).
Selon le Catéchisme de l'Église catholique, dans « la mort, séparation de l’âme et du corps, le corps de l’homme tombe dans la corruption, alors que son âme va à la rencontre de Dieu, tout en demeurant en attente d’être réunie à son corps glorifié. Dieu dans sa Toute-Puissance rendra définitivement la vie incorruptible à nos corps en les unissant à nos âmes, par la vertu de la Résurrection de Jésus ».
L'Église catholique « attend "la manifestation glorieuse de Notre-Seigneur Jésus-Christ" (Dei Verbum, 1, 4), considérée cependant comme distincte et différée par rapport à la situation qui est celle des hommes immédiatement après leur mort ». Au-delà du salut personnel, la résurrection de tous les morts à la fin des temps « implique aussi un aspect ecclésial, en ce sens qu’à la résurrection tous les frères qui sont au Christ parviendront à la plénitude. Alors, toute la création sera soumise au Christ et sera donc aussi "libérée de l’esclavage de la corruption" ».

### Théologie orthodoxe
Dans la théologie orthodoxe, la résurrection est comprise comme une « échappatoire » à la mort, une ré-création. Dieu « défait l’union de l’âme et du corps, afin de pouvoir ensuite les recréer, les réunir lors de la résurrection des corps au dernier jour, et les ramener ainsi à la plénitude de la vie », selon Kallistos Ware.

### Théologie protestante

#### Luthéranisme
Martin Luther a personnellement cru et enseigné la résurrection des morts. Selon le Synode du Missouri, le dernier jour, tous les morts seront ressuscités. Leurs âmes seront ensuite réunies avec les mêmes corps qu'ils avaient avant de mourir. Les corps seront alors changés, ceux des méchants en un état de honte et de tourment éternels, ceux des justes en un état éternel de gloire céleste.

#### Anglicanisme
Dans l'anglicanisme, des chercheurs tels que N. T. Wright ont défendu la primauté de la résurrection dans la foi chrétienne. Interrogé par Time en 2008, N. T. Wright a parlé de « l'idée de résurrection corporelle que les gens nient quand ils parlent de leurs âmes qui vont au paradis », ajoutant : « J'ai souvent entendu des gens dire : « Je vais bientôt au paradis et je n'aurai pas besoin de ce corps stupide là-bas, Dieu merci ». C'est une distorsion très dommageable, d'autant plus qu'elle n'est pas intentionnelle ». Au lieu de cela, Wright explique : « Dans la Bible, on nous dit que vous mourrez et que vous entrerez dans un état intermédiaire ». C'est « conscient », mais « par rapport à la vie corporelle, ce sera comme dormir ». Cela sera suivi d'une résurrection dans de nouveaux corps, dit-il. « Notre culture s'intéresse beaucoup à la vie après la mort, mais le Nouveau Testament s'intéresse beaucoup plus à ce que j'ai appelé la vie après la vie après la mort ».
Parmi les quarante-deux articles originaux de l'Église d'Angleterre, on lit : « La résurrection des morts n'est pas encore réalisée, comme si elle n'appartenait qu'à l'âme qui, par la grâce du Christ, est ressuscitée de la mort du péché, mais cela doit être recherché au dernier jour ; car alors (comme l'Écriture le témoigne le plus manifestement) pour tous ceux qui sont morts, leurs propres corps, chair et os, seront restaurés, afin que l'homme tout entier (selon son œuvre) récolte récompenses ou punitions, suivant qu'il a vécu vertueusement ou méchamment ».

##### Baptisme
Des baptistes, James Leo Garrett Jr., E. Glenn Hinson et James E. Tull écrivent que « les baptistes ont traditionnellement tenu fermement à la croyance que le Christ s'est levé triomphant de la mort, du péché et de l'enfer dans une résurrection corporelle d'entre les morts ».

##### Méthodisme
Dans le méthodisme, le révérend M. Douglas Meeks, professeur de théologie et d'études wesleyennes à la Vanderbilt Divinity School, déclare qu'« il est très important que les chrétiens tiennent à la résurrection du corps ». F. Belton Joyner dans United Methodist Answers, déclare que le « Nouveau Testament ne parle pas d'une immortalité naturelle de l'âme, comme si nous ne mourrions jamais réellement. Il parle de la résurrection du corps, l'affirmation qui est faite chaque fois que nous affirmons le credo historique des apôtres et le classique Nicene Creed », donnée dans The United Methodist Hymnal. Au ¶128 du Livre de Discipline de l'Église méthodiste libre, il est écrit : « Il y aura une résurrection corporelle des morts des justes et des injustes, ceux qui ont fait du bien jusqu'à la résurrection de la vie, ceux qui ont fait mal à la résurrection de la damnation. Le corps ressuscité sera un corps spirituel, mais la personne sera entièrement identifiable. La résurrection du Christ est la garantie de la résurrection à la vie pour ceux qui sont en lui ». John Wesley, le fondateur de l'Église méthodiste, dans son sermon Sur la résurrection des morts, a défendu la doctrine, déclarant « Il y a de nombreux endroits de l'Écriture qui la déclarent clairement. Saint Paul, dans le verset 53 de ce chapitre, nous dit que « ce corruptible doit revêtir l'incorruption, et ce mortel doit revêtir l'immortalité ». [1 Corinthiens 15:53] ». En outre, des hymnes méthodistes notables, tels que ceux de Charles Wesley, lient « notre résurrection et la résurrection du Christ ».

##### Conditionalisme
Dans le conditionnalisme chrétien, il y a plusieurs églises, telles que les anabaptistes et les sociniens de la réforme, puis l'église adventiste du septième jour, les christadelphiens, les témoins de Jéhovah et les théologiens de différentes traditions qui rejettent l'idée de l'immortalité d'une âme non physique comme un vestige de néoplatonisme et d'autres traditions païennes[réf. nécessaire]. Dans cette école de pensée, les morts restent morts (et ne progressent pas immédiatement vers un ciel, un enfer ou un purgatoire) jusqu'à ce qu'une résurrection physique de certains ou de tous les morts se produise à la fin des temps, ou au paradis restauré sur terre, dans une résurrection générale. Certains groupes, les Christadelphiens en particulier, considèrent que ce n'est pas une résurrection universelle, et qu'à ce moment de la résurrection aura lieu le Jugement dernier.

#### Évangélisme
Les évangéliques affirment la croyance en « la résurrection du corps, le jugement du monde par notre Seigneur Jésus-Christ, avec la bénédiction éternelle des justes et la punition éternelle des méchants ».

### Résurrection comme miracle
Si la résurrection de la fille de Jaïre, du fils de la veuve ou de Lazare font partie des « miracles » accomplis par Jésus, il convient de s'interroger sur la portée et les limites de ce terme. Ainsi Jean-Michel Maldamé rappelle-t-il la double définition du miracle : celle, positiviste ou philosophique, d'un événement qui transcende les lois de la nature, et celle, théologique, de l'intervention de Dieu qui, par un « signe », un « prodige », révèle une partie de son mystère.
Or la résurrection de Jésus dépasse la notion même de miracle, selon Jean-Michel Maldamé : elle est « l'acte de Dieu donnant à Jésus une vie nouvelle », qui ne se limite pas à la « réanimation d'un cadavre » ni à « son retour à la vie antérieure ». En ce sens, elle constitue une « métamorphose » par laquelle le Christ « échappe aux contraintes de l'espace et du temps » de l'humanité.

## La Résurrection de Jésus

L'Incrédulité de saint Thomas, par Le Caravage (1602).

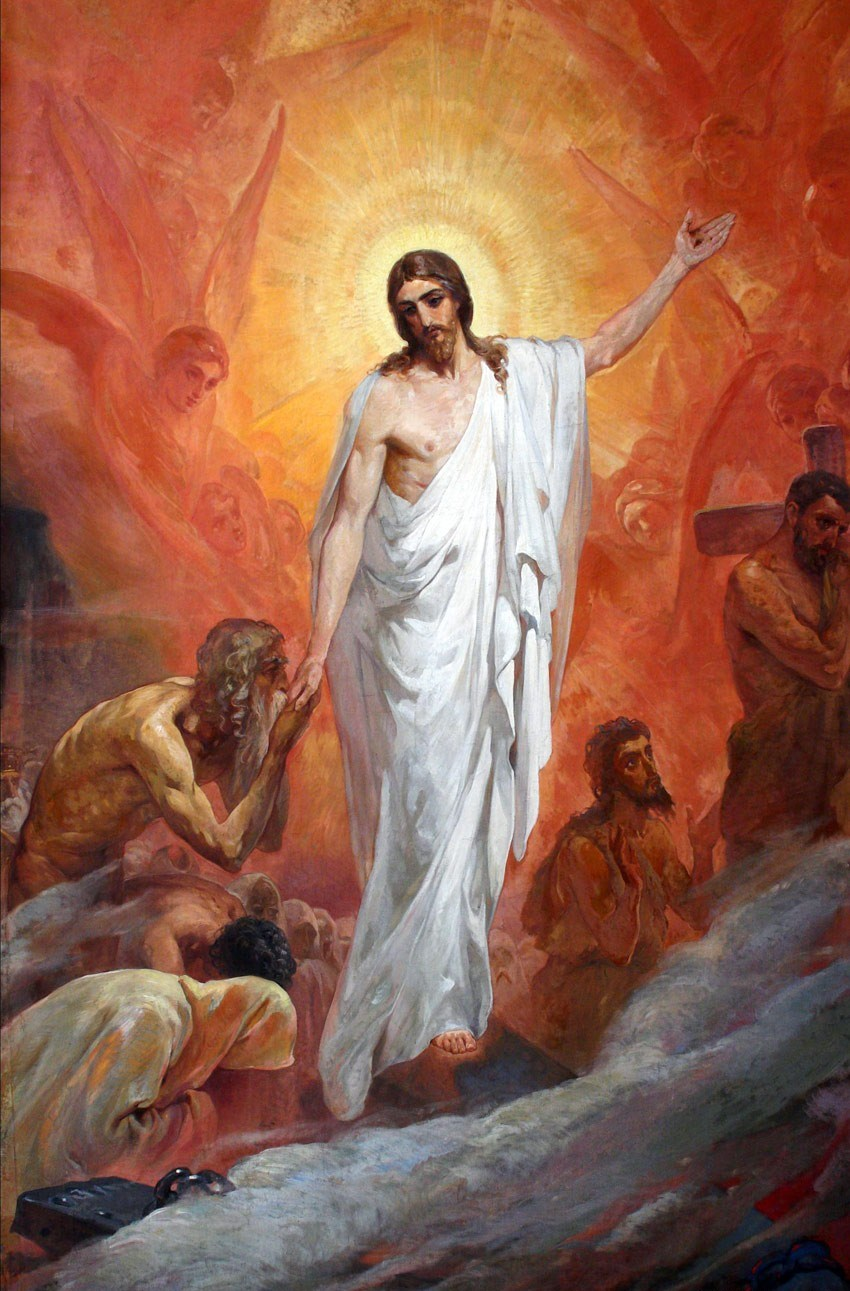
Jésus retourne des Enfers (par Kocheliov).

Dans l'histoire du christianisme, la croyance en la résurrection du Christ s'est fondée sur différents témoignages relatés dans les quatre évangiles, et sur l'affirmation de l'apôtre Paul dans la Première épître aux Corinthiens (1 Cor. 15:3-8) :

« Je vous ai enseigné avant tout, comme je l'avais aussi reçu, que Christ est mort pour nos péchés, selon les Écritures ; qu'il a été enseveli, et qu'il est ressuscité le troisième jour, selon les Écritures ; et qu'il est apparu à Céphas [l'apôtre Pierre], puis aux douze [disciples rapprochés de Jésus]. Ensuite, il est apparu à plus de cinq cents frères à la fois, dont la plupart sont encore vivants, et dont quelques-uns sont morts. Ensuite, il est apparu à [l'apôtre] Jacques, puis à tous les apôtres »

Considérant que l'on date la rédaction de cette épître (qui est le texte le plus ancien du Nouveau Testament traitant de la Résurrection) entre l'an 53 et 57 de notre ère (soit 20 à 25 ans après la Crucifixion), la compréhension des Églises chrétiennes est que Jésus-Christ est effectivement apparu vivant le troisième jour après sa mort et que plusieurs témoins l'ont vu et ont entretenu des contacts avec lui pendant une certaine période.
Parallèlement, l'émergence du exégèse historico-critique de la Bible au XIXe siècle a poussé certains penseurs à remettre sérieusement en question la possibilité qu'il faille comprendre le récit de la résurrection de Jésus comme prétendant à une fiabilité historique, postulant la plupart du temps que cette croyance s'est développée tardivement et a pris (ou non) forme dans les Écritures. Ce débat a continué jusqu'à aujourd'hui.
Rudolf Bultmann range l'épisode de la résurrection parmi les théologoumènes, c'est-à-dire des affirmations théologiques présentées dans les récits bibliques comme des faits historiques. Dale Allison (en) identifie plusieurs catégories d'hypothèses au sujet de la croyance en la résurrection de Jésus.

## La résurrection des morts

### Résurrections dans le Nouveau Testament
Trois résurrections précèdent celle de Jésus : celle du fils de la veuve de Naïn dans l’évangile de Luc, celle de la fille de Jaïre dans les synoptiques et celle de Lazare dans l'Évangile selon Jean.
Deux résurrections succèdent à celle de Jésus-Christ : celle de Tabitha (Dorcas) réalisée par l’apôtre Pierre et celle d’Eutyche opérée par l’apôtre Paul.

### La résurrection universelle
Paul attend la résurrection des morts lors de la parousie, du retour du Christ:
« Au signal donné par la voix de l’archange, et par la trompette divine, le Seigneur lui-même descendra du ciel, et ceux qui sont morts dans le Christ ressusciteront d’abord. » (1 Th. 4: 16)
Au tout début du second siècle, l'évêque Ignace d'Antioche met en relation la résurrection des morts avec celle de Jésus-Christ dans son épitre aux Tralliens (9, 2). Justin de Naplouse est l'auteur vers 150 d'un traité portant sur résurrection à la fin des temps. L'apologète Athénagoras d'Athènes a rédigé, quant à lui, vers 180, tout un ouvrage de nature philosophique argumentant sur la résurrection universelle des morts. L'évêque Théophile d'Antioche proclame par deux fois, vers la même époque, sa foi en la résurrection des morts dans son livre à Autolykos (I, 8 et I, 13). Enfin l'évêque Irénée de Lyon traite souvent de la résurrection des morts à venir, toujours vers la fin du second siècle, dans son traité contre les hérésies.
Pour Wolfhart Pannenberg, lorsque les disciples de Jésus-Christ voient leur maître vivant après la crucifixion, ils interprètent ses apparitions comme le commencement de la résurrection universelle et comme le signe avant-coureur de la fin de l'histoire.

### Controverse avec la croyance en l’immortalité de l’âme
En 1531, William Tyndale répond à Thomas More qui a critiqué sa traduction de la Bible en anglais vernaculaire : « En les faisant aller au ciel, en enfer ou au purgatoire, vous réduisez à néant les arguments avancés par le Christ et Paul pour prouver la résurrection.»

Oscar Cullmann déclare : « Posez à un chrétien, protestant ou catholique, intellectuel ou non, la question suivante : qu’enseigne le Nouveau Testament sur le sort individuel de l’homme après la mort, à très peu d’exceptions près vous aurez toujours la même réponse : l’immortalité de l’âme. (…) Cette opinion, quelque répandue qu’elle soit, est un des plus graves malentendus concernant le christianisme. ”“ Il existe une différence radicale entre l’attente chrétienne de la résurrection des morts et la croyance grecque à l’immortalité de l’âme. […] Le fait que le christianisme ultérieur ait établi, plus tard, un lien entre les deux croyances et que le chrétien moyen les confonde aujourd’hui purement et simplement, n’a pas pu nous inciter à nous taire sur ce qu’avec la grande majorité des exégètes nous considérons comme la vérité. […] Toute la vie et toute la pensée du Nouveau Testament [sont] dominées par la foi en la résurrection. […] L’homme entier, qui est réellement mort, est rappelé à la vie par un nouvel acte créateur de Dieu”.
Le théologien Philippe-Henri Menoud écrit : « L’idée de l’immortalité de l’âme et la foi en la résurrection des morts ne sont pas deux affirmations plus ou moins équivalentes […] Ce sont, au contraire, deux conceptions situées sur deux plans totalement différents et entre lesquelles il faut choisir. L’espérance chrétienne n’a pas son point d’appui dans la croyance en l’immortalité de l’âme humaine. Le Nouveau Testament ne fait pas la moindre allusion à cette théorie. [Ce dernier] n’enseigne pas, à la manière de la philosophie grecque, l’immortalité naturelle de l’âme humaine, comme s’il suffisait d’être délivré du corps pour vivre éternellement.
Jacques Ellul affirme qu’ « il y a eu une contamination par la pensée grecque, concernant l’immortalité de l’âme. Dans la pensée juive, la mort est totale. Juive ou chrétienne, de toute façon, puisque les deux Testaments de la Bible ne s’opposent pas du tout. Il n’y a pas d’âme immortelle. Il n’y a pas de division entre le corps et l’âme. Il n’y a, à la mort, aucune séparation entre ces deux choses. L’âme est mortelle, parce que le corps l’est. Mais il y a résurrection. […] Or la philosophie grecque va faire pénétrer cette notion d’âme immortelle chez les théologiens. Puis, comme c’était une croyance répandue dans les religions populaires, elle va être intégrée au christianisme. Mais c’est une perversion totale par rapport à la pensée biblique.
Richard Lehmann, docteur ès sciences religieuses, observe : "Tous les théologiens sont d’accord (pour une fois), pour reconnaître que la croyance selon laquelle l’homme serait formé d’un corps mortel et d’une âme immortelle n’est pas biblique, mais qu’elle relève de la philosophie platonicienne qui s’est infiltrée dans la pensée chrétienne dès les premiers siècles et que Saint Augustin a systématisée. […] Si l’âme est immortelle et se réincarne ou s’envole au paradis ou en enfer, la foi en la résurrection des morts n’a aucun sens, celle de Jésus non plus, et l’espérance chrétienne n’est qu’une utopie".
Quoi qu'il en soit, l’Église catholique maintient toujours la position d'une âme immortelle.